# Eduard Gröller

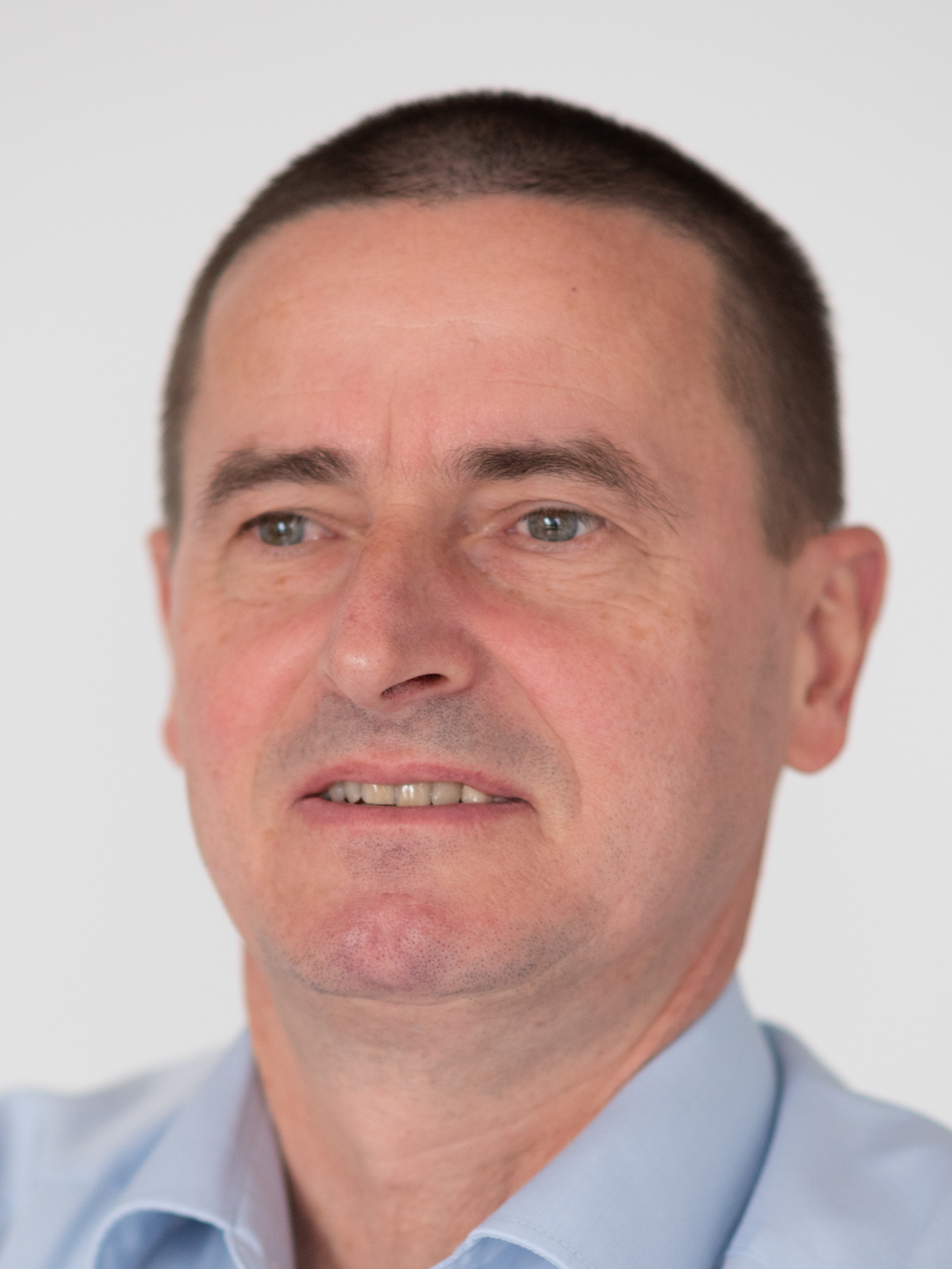
Eduard Gröller 2018

Eduard Gröller (* 28. Jänner 1962 in Güssing) ist ein österreichischer Informatiker und Professor an der Technischen Universität Wien.

## Leben
Dr. Gröller promovierte 1993 an der TU Wien. Seit 1994 arbeitet er am Forschungsbereich Computergraphik (Institut für Visual Computing & Human-Centered Technology), den er auch seit 2019 leitet. Er hat an verschiedenen anderen Universitäten (Tübingen, Graz, Prag, Bahia Blanca, Magdeburg, Bergen) Vorlesungen über Visualisierung gehalten. Er war ein wissenschaftlicher Proponent und ist derzeit ein Keyresearcher des VRVis-Forschungszentrums.
Seit 2005 ist Dr. Gröller Adjunkt-Professor für Informatik in der Visgroup der Universität Bergen, Norwegen. Er ist Co-Autor von mehr als 300 wissenschaftlichen Publikationen und hat als Gutachter für zahlreiche Konferenzen und Zeitschriften auf diesem Gebiet gearbeitet. Er war auch in verschiedenen Programm- und Auswahlkomitees tätig. Beispiele sind Computers&Graphics, IEEE Transactions on Visualization and Graphics, EuroVis Conference, IEEE Visualization Conference, Eurographics Conference. Er war Mitvorsitzender von Volume Graphics 2005, IEEE Visualization 2005 und 2006 und Eurographics 2006. Er war Mitvorsitzender des VisSym-Symposiums 1999, der Eurographics 2011 Konferenz und der EuroVis 2012 Konferenz. Dr. Gröller war im Zeitraum 2008–2011 Chefredakteur des Computer Graphics Forum Journal. Er war von 2001 bis 2016 Mitglied des Lenkungsausschusses der Eurographics Working Group on Data Visualization, wobei er den Ausschuss im Zeitraum 2011–2016 leitete.
In den letzten Jahren hat Dr. Gröller in den Bereichen vergleichende medizinische Visualisierung, multiskalare Visualisierung, biomolekulare visuelle Analyse, Visualisierung von Nanostrukturen, visuelle Analyse von Parameterräumen, visuelle Datenwissenschaft und geführte Navigation gearbeitet. Er ist Mitinhaber von sieben Patenten. Dr. Gröller hat im Visualisierungsbereich umfangreich veröffentlicht, z. B. mehr als 50 Artikel im IEEE Transactions on Visualization and Computer Graphics Journal und mehr als 30 Artikel im Computer Graphics Forum Journal. Er hat über 140 wissenschaftliche Vorträge gehalten. Dr. Gröller hat mehr als 100 Masterstudenten im Bereich Computergrafik und Visual Computing betreut. Er hat mehr als 45 Doktoranden betreut, wobei ein Teil seiner ehemaligen Doktoranden bereits selbst erfolgreiche Forschungsgruppen im Bereich der Visualisierung aufgebaut hat.
Er ist verheiratet und Vater zweier Kinder.

## Auszeichnungen
- Promotio Sub Auspiciis Praesidentis Rei Publicae, für das ausgezeichnete Bestehen des Doktoratsstudiums. Empfänger des „Würdigungspreises des Bundesministers für Wissenschaft und Forschung“ (1993)
- Fellow der Eurographics (Vereinigung) (2009)
- Eurographics Outstanding Technical Contributions Award (2015)[4]
- IEEE VGTC Visualization Technical Achievement Award[5] und Aufnahme in die IEEE VGTC VIS Academy[6] (2019)